# Stora Fjäderäggs fågelstation

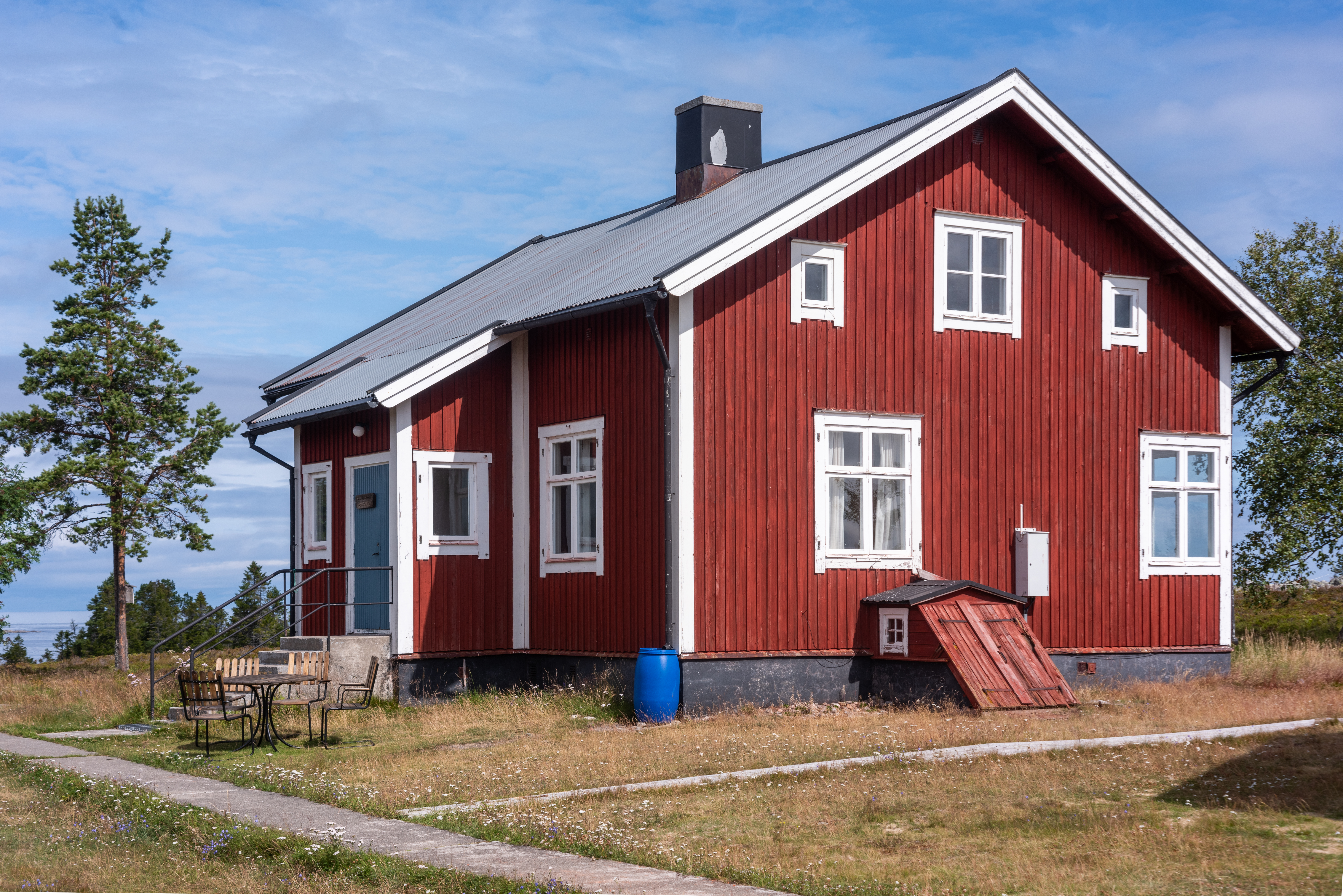
Fågelstation som är inrymd i en tidigare fyrvaktarbostad till Stora Fjäderäggs fyr.

Stora Fjäderäggs fågelstation, en fågelstation som ligger på den cirka 1,8 x 1,3 km stora ön Stora Fjäderägg. Denna ö ligger i norra Kvarken i det nordöstra området av Holmögruppen, öster om Umeå.